# Château de la Barde (Saint-Sulpice-le-Dunois)
Pour les articles homonymes, voir Château de la Barde.
Le château de la Barde est situé au lieu-dit la Barde dans la commune de Saint-Sulpice-le-Dunois, dans le département de la Creuse, région Nouvelle-Aquitaine, en France.

### Pages externes
Photo du château vers 1915